# Turul Spaniei 2020
Turul Spaniei 2020 a fost cea de a 75-a ediție a Turului Spaniei, unul dintre cele trei mari tururi care au loc anual. 

## Amânare
Cursa urma să se desfășoare în perioada 14 august-6 septembrie 2020. În aprilie 2020 Turul Franței a fost reprogramat pentru perioada 29 august-20 septembrie din cauza pandemiei de COVID-19 din Franța. La 15 aprilie UCI a anunțat că atât Turul Italiei, cât și Turul Spaniei vor avea loc în toamna 2020, după campionatele mondiale pe șosea. La 5 mai, UCI a anunțat că Turul Italiei va avea loc în perioada 3-25 octombrie, iar Turul Spaniei în perioada 20 octombrie - 3 noiembrie. Pentru prima dată din 1985, cursa nu va avea 21 de etape, ci 18. 

## Echipe
Toate cele 19 echipe din UCI WorldTeams au fost invitate în mod automat și au fost obligate să participe la cursă. Trei echipe din UCI ProTeams au primit wild card-uri.

### Echipe UCI World
| - Ag2r-La Mondiale - Astana - Team Bahrain McLaren - Bora–Hansgrohe - CCC Pro Team - Cofidis - Deceuninck–Quick-Step - EF Pro Cycling - Groupama–FDJ - Ineos Grenadiers | - Israel Start-Up Nation - Lotto–Soudal - Mitchelton–Scott - Movistar Team - NTT Pro Cycling - Team Jumbo–Visma - Team Sunweb - Trek-Segafredo - UAE Team Emirates |  |

### Echipe continentale profesioniste UCI
| - Burgos BH - Caja Rural–Seguros RGA | - Total Direct Énergie |  |

## Etapele programate
| Etapa | Dată   | Start – Sosire                             | type               | Distanță (km) | Câștigător          | Liderul global  |
| ----- | ------ | ------------------------------------------ | ------------------ | ------------- | ------------------- | --------------- |
| 1     | 20 oct | Irun – Arrate                              | etapă intermediară | 173           | Primož Roglič       | Primož Roglič   |
| 2     | 21 oct | Pamplona – Lekunberri                      | etapă intermediară | 151,6         | Marc Soler          | Primož Roglič   |
| 3     | 22 oct | Lodosa – Black Lake of Urbión              | etapă intermediară | 166,1         | Daniel Martin       | Primož Roglič   |
| 4     | 23 oct | Garray – Ejea de los Caballeros            | etapă de plat      | 191,7         | Sam Bennett         | Primož Roglič   |
| 5     | 24 oct | Huesca – Sabiñánigo                        | etapă intermediară | 184,4         | Tim Wellens         | Primož Roglič   |
| 6     | 25 oct | Biescas – Formigal                         | etapă de munte     | 146,4         | Jon Izagirre        | Richard Carapaz |
| 7     | 27 oct | Vitoria-Gasteiz – Villanueva de Valdegovía | etapă intermediară | 159,7         | Michael Woods       | Richard Carapaz |
| 8     | 28 oct | Logroño – Hornos de Moncalvillo            | etapă de munte     | 164           | Primož Roglič       | Richard Carapaz |
| 9     | 29 oct | Castrillo del Val – Aguilar de Campoo      | etapă de plat      | 157,7         | Pascal Ackermann    | Richard Carapaz |
| 10    | 30 oct | Castro Urdiales – Suances                  | etapă de plat      | 185           | Primož Roglič       | Primož Roglič   |
| 11    | 31 oct | Villaviciosa – Somiedo                     | etapă de munte     | 170           | David Gaudu         | Primož Roglič   |
| 12    | 1 nov  | La Pola Llaviana – Alto de L'Angliru       | etapă de munte     | 109,4         | Hugh Carthy         | Richard Carapaz |
| 13    | 3 nov  | Muros – Mirador de Ézaro                   |                    | 33,7          | Primož Roglič       | Primož Roglič   |
| 14    | 4 nov  | Lugo – Ourense                             | etapă valonată     | 204,7         | Tim Wellens         | Primož Roglič   |
| 15    | 5 nov  | Mos – Puebla de Sanabria                   | etapă valonată     | 230,8         | Jasper Philipsen    | Primož Roglič   |
| 16    | 6 nov  | Salamanca – Ciudad Rodrigo                 | etapă valonată     | 162           | Magnus Cort Nielsen | Primož Roglič   |
| 17    | 7 nov  | Sequeros – La Covatilla                    | etapă de munte     | 178,2         | David Gaudu         | Primož Roglič   |
| 18    | 8 nov  | Zarzuela race track – Madrid               | etapă de plat      | 139,6         | Pascal Ackermann    | Primož Roglič   |

## Etape

### Etapa 1
20 octombrie - Irun -  Arrate - 173 km
| Loc | Concurent           | Echipă                 | Timp       |
| --- | ------------------- | ---------------------- | ---------- |
| 1   | Primož Roglič       | Team Jumbo–Visma       | 4h 22' 24" |
| 2   | Richard Carapaz     | Ineos Grenadiers       | +1"        |
| 3   | Daniel Martin       | Israel Start-Up Nation | +1"        |
| 4   | Esteban Chaves      | Mitchelton–Scott       | +1"        |
| 5   | Felix Großschartner | Bora–Hansgrohe         | +1"        |
| 6   | Enric Mas           | Movistar Team          | +1"        |
| 7   | Hugh Carthy         | EF Pro Cycling         | +4"        |
| 8   | Sepp Kuss           | Team Jumbo–Visma       | +10"       |
| 9   | George Bennett      | Team Jumbo–Visma       | +40"       |
| 10  | Andrea Bagioli      | Deceuninck–Quick-Step  | +51"       |

| Loc | Concurent           | Echipă                 | Timp       |
| --- | ------------------- | ---------------------- | ---------- |
| 1   | Primož Roglič       | Team Jumbo–Visma       | 4h 22' 24" |
| 2   | Richard Carapaz     | Ineos Grenadiers       | +1"        |
| 3   | Daniel Martin       | Israel Start-Up Nation | +1"        |
| 4   | Esteban Chaves      | Mitchelton–Scott       | +1"        |
| 5   | Felix Großschartner | Bora–Hansgrohe         | +1"        |
| 6   | Enric Mas           | Movistar Team          | +1"        |
| 7   | Hugh Carthy         | EF Pro Cycling         | +4"        |
| 8   | Sepp Kuss           | Team Jumbo–Visma       | +10"       |
| 9   | George Bennett      | Team Jumbo–Visma       | +40"       |
| 10  | Andrea Bagioli      | Deceuninck–Quick-Step  | +51"       |

### Etapa a 2-a
21 octombrie - Pamplona -  Lekunberri - 151,6 km
| Loc | Concurent          | Echipă                 | Timp       |
| --- | ------------------ | ---------------------- | ---------- |
| 1   | Marc Soler         | Movistar Team          | 3h 47' 04" |
| 2   | Primož Roglič      | Team Jumbo–Visma       | +19"       |
| 3   | Daniel Martin      | Israel Start-Up Nation | +19"       |
| 4   | Richard Carapaz    | Ineos Grenadiers       | +19"       |
| 5   | Alejandro Valverde | Movistar Team          | +19"       |
| 6   | Enric Mas          | Movistar Team          | +19"       |
| 7   | Esteban Chaves     | Mitchelton–Scott       | +19"       |
| 8   | Hugh Carthy        | EF Pro Cycling         | +19"       |
| 9   | Sepp Kuss          | Team Jumbo–Visma       | +19"       |
| 10  | George Bennett     | Team Jumbo–Visma       | +19"       |

| Loc | Concurent           | Echipă                 | Timp       |
| --- | ------------------- | ---------------------- | ---------- |
| 1   | Primož Roglič       | Team Jumbo–Visma       | 8h 09' 41" |
| 2   | Daniel Martin       | Israel Start-Up Nation | +9"        |
| 3   | Richard Carapaz     | Ineos Grenadiers       | +11"       |
| 4   | Esteban Chaves      | Mitchelton–Scott       | +17"       |
| 5   | Enric Mas           | Movistar Team          | +17"       |
| 6   | Hugh Carthy         | EF Pro Cycling         | +20"       |
| 7   | Sepp Kuss           | Team Jumbo–Visma       | +26"       |
| 8   | George Bennett      | Team Jumbo–Visma       | +56"       |
| 9   | Felix Großschartner | Bora–Hansgrohe         | +59"       |
| 10  | Marc Soler          | Movistar Team          | +1' 04"    |

### Etapa a 3-a
22 octombrie - Lodosa -  La Laguna Negra de Vinuesa - 166,1 km
| Loc | Concurent           | Echipă                 | Timp       |
| --- | ------------------- | ---------------------- | ---------- |
| 1   | Daniel Martin       | Israel Start-Up Nation | 4h 27' 49" |
| 2   | Primož Roglič       | Team Jumbo–Visma       | +0"        |
| 3   | Richard Carapaz     | Ineos Grenadiers       | +0"        |
| 4   | Wout Poels          | Team Bahrain McLaren   | +4"        |
| 5   | Aleksandr Vlasov    | Astana                 | +7"        |
| 6   | Enric Mas           | Movistar Team          | +9"        |
| 7   | Felix Großschartner | Bora–Hansgrohe         | +12"       |
| 8   | Hugh Carthy         | EF Pro Cycling         | +12"       |
| 9   | Sepp Kuss           | Team Jumbo–Visma       | +12"       |
| 10  | Clément Champoussin | Ag2r-La Mondiale       | +24"       |

| Loc | Concurent           | Echipă                 | Timp        |
| --- | ------------------- | ---------------------- | ----------- |
| 1   | Primož Roglič       | Team Jumbo–Visma       | 12h 37' 24" |
| 2   | Daniel Martin       | Israel Start-Up Nation | +5"         |
| 3   | Richard Carapaz     | Ineos Grenadiers       | +13"        |
| 4   | Enric Mas           | Movistar Team          | +32"        |
| 5   | Hugh Carthy         | EF Pro Cycling         | +38"        |
| 6   | Sepp Kuss           | Team Jumbo–Visma       | +44"        |
| 7   | Felix Großschartner | Bora–Hansgrohe         | +1' 17"     |
| 8   | Esteban Chaves      | Mitchelton–Scott       | +1' 29"     |
| 9   | Marc Soler          | Movistar Team          | +1' 55"     |
| 10  | George Bennett      | Team Jumbo–Visma       | +1' 57"     |

### Etapa a 4-a
23 octombrie - Garray -  Ejea de los Caballeros - 191,7 km
| Loc | Concurent        | Echipă                 | Timp       |
| --- | ---------------- | ---------------------- | ---------- |
| 1   | Sam Bennett      | Deceuninck–Quick-Step  | 3h 53' 29" |
| 2   | Jasper Philipsen | UAE Team Emirates      | +0"        |
| 3   | Jakub Mareczko   | CCC Pro Team           | +0"        |
| 4   | Pascal Ackermann | Bora–Hansgrohe         | +0"        |
| 5   | Gerben Thijssen  | Lotto–Soudal           | +0"        |
| 6   | Matteo Moschetti | Trek-Segafredo         | +0"        |
| 7   | Max Kanter       | Team Sunweb            | +0"        |
| 8   | Mihkel Räim      | Israel Start-Up Nation | +0"        |
| 9   | Emmanuel Morin   | Cofidis                | +0"        |
| 10  | Magnus Cort      | EF Pro Cycling         | +24"       |

| Loc | Concurent           | Echipă                 | Timp        |
| --- | ------------------- | ---------------------- | ----------- |
| 1   | Primož Roglič       | Team Jumbo–Visma       | 16h 30' 53" |
| 2   | Daniel Martin       | Israel Start-Up Nation | +5"         |
| 3   | Richard Carapaz     | Ineos Grenadiers       | +13"        |
| 4   | Enric Mas           | Movistar Team          | +32"        |
| 5   | Hugh Carthy         | EF Pro Cycling         | +38"        |
| 6   | Sepp Kuss           | Team Jumbo–Visma       | +44"        |
| 7   | Felix Großschartner | Bora–Hansgrohe         | +1' 17"     |
| 8   | Esteban Chaves      | Mitchelton–Scott       | +1' 29"     |
| 9   | Marc Soler          | Movistar Team          | +1' 55"     |
| 10  | George Bennett      | Team Jumbo–Visma       | +1' 57"     |

### Etapa a 5-a
24 octombrie - Huesca -  Sabiñánigo - 184,4 km
| Loc | Concurent           | Echipă               | Timp       |
| --- | ------------------- | -------------------- | ---------- |
| 1   | Tim Wellens         | Lotto–Soudal         | 4h 19' 25" |
| 2   | Guillaume Martin    | Cofidis              | +4"        |
| 3   | Thymen Arensman     | Team Sunweb          | +12"       |
| 4   | Primož Roglič       | Team Jumbo–Visma     | +2' 13"    |
| 5   | Felix Großschartner | Bora–Hansgrohe       | +2' 13"    |
| 6   | Alex Aranburu       | Astana               | +2' 13"    |
| 7   | George Bennett      | Team Jumbo–Visma     | +2' 13"    |
| 8   | Julien Simon        | Total Direct Énergie | +2' 13"    |
| 9   | Richard Carapaz     | Ineos Grenadiers     | +2' 13"    |
| 10  | Dorian Godon        | Ag2r-La Mondiale     | +2' 13"    |

| Loc | Concurent           | Echipă                 | Timp        |
| --- | ------------------- | ---------------------- | ----------- |
| 1   | Primož Roglič       | Team Jumbo–Visma       | 20h 52' 31" |
| 2   | Daniel Martin       | Israel Start-Up Nation | +5"         |
| 3   | Richard Carapaz     | Ineos Grenadiers       | +13"        |
| 4   | Enric Mas           | Movistar Team          | +32"        |
| 5   | Hugh Carthy         | EF Pro Cycling         | +38"        |
| 6   | Sepp Kuss           | Team Jumbo–Visma       | +44"        |
| 7   | Felix Großschartner | Bora–Hansgrohe         | +1' 17"     |
| 8   | Esteban Chaves      | Mitchelton–Scott       | +1' 29"     |
| 9   | Marc Soler          | Movistar Team          | +1' 55"     |
| 10  | George Bennett      | Team Jumbo–Visma       | +1' 57"     |

### Etapa a 6-a
25 octombrie - Biescas -  Aramón Formigal - 146,4 km
| Loc | Concurent        | Echipă                | Timp       |
| --- | ---------------- | --------------------- | ---------- |
| 1   | Ion Izagirre     | Astana                | 4h 41' 00" |
| 2   | Michael Woods    | EF Pro Cycling        | +25"       |
| 3   | Rui Costa        | UAE Team Emirates     | +25"       |
| 4   | Robert Power     | Team Sunweb           | +27"       |
| 5   | Michael Valgren  | NTT Pro Cycling       | +27"       |
| 6   | Guillaume Martin | Cofidis               | +27"       |
| 7   | Mattia Cattaneo  | Deceuninck–Quick-Step | +38"       |
| 8   | Hugh Carthy      | EF Pro Cycling        | +48"       |
| 9   | Gorka Izagirre   | Astana                | +53"       |
| 10  | Sergio Henao     | UAE Team Emirates     | +55"       |

| Loc | Concurent           | Echipă                 | Timp        |
| --- | ------------------- | ---------------------- | ----------- |
| 1   | Richard Carapaz     | Ineos Grenadiers       | 24h 34' 39" |
| 2   | Hugh Carthy         | EF Pro Cycling         | +18"        |
| 3   | Daniel Martin       | Israel Start-Up Nation | +20"        |
| 4   | Primož Roglič       | Team Jumbo–Visma       | +30"        |
| 5   | Enric Mas           | Movistar Team          | +1' 07"     |
| 6   | Felix Großschartner | Bora–Hansgrohe         | +1' 30"     |
| 7   | Marc Soler          | Movistar Team          | +1' 42"     |
| 8   | Esteban Chaves      | Mitchelton–Scott       | +2' 02"     |
| 9   | David de la Cruz    | UAE Team Emirates      | +2' 46"     |
| 10  | Alejandro Valverde  | Movistar Team          | +3' 00"     |

### Etapa a 7-a
27 octombrie - Vitoria-Gasteiz -  Villanueva de Valdegovia - 159,7 km
| Loc | Concurent          | Echipă            | Timp       |
| --- | ------------------ | ----------------- | ---------- |
| 1   | Michael Woods      | EF Pro Cycling    | 3h 48' 16" |
| 2   | Omar Fraile        | Astana            | +4"        |
| 3   | Alejandro Valverde | Movistar Team     | +4"        |
| 4   | Nans Peters        | Ag2r-La Mondiale  | +8"        |
| 5   | Guillaume Martin   | Cofidis           | +8"        |
| 6   | Rui Costa          | UAE Team Emirates | +8"        |
| 7   | Alex Aranburu      | Astana            | +13"       |
| 8   | Ide Schelling      | Bora–Hansgrohe    | +13"       |
| 9   | Kenny Elissonde    | Trek-Segafredo    | +13"       |
| 10  | Davide Formolo     | UAE Team Emirates | +13"       |

| Loc | Concurent           | Echipă                 | Timp        |
| --- | ------------------- | ---------------------- | ----------- |
| 1   | Richard Carapaz     | Ineos Grenadiers       | 28h 23' 51" |
| 2   | Hugh Carthy         | EF Pro Cycling         | +18"        |
| 3   | Daniel Martin       | Israel Start-Up Nation | +20"        |
| 4   | Primož Roglič       | Team Jumbo–Visma       | +30"        |
| 5   | Enric Mas           | Movistar Team          | +1' 07"     |
| 6   | Felix Großschartner | Bora–Hansgrohe         | +1' 30"     |
| 7   | Marc Soler          | Movistar Team          | +1' 42"     |
| 8   | Esteban Chaves      | Mitchelton–Scott       | +2' 02"     |
| 9   | Alejandro Valverde  | Movistar Team          | +2' 03"     |
| 10  | George Bennett      | Team Jumbo–Visma       | +2' 39"     |

### Etapa a 8-a
28 octombrie - Logroño -  Alto de Moncalvillo - 164 km
| Loc | Concurent           | Echipă                 | Timp       |
| --- | ------------------- | ---------------------- | ---------- |
| 1   | Primož Roglič       | Team Jumbo–Visma       | 4h 07' 08" |
| 2   | Richard Carapaz     | Ineos Grenadiers       | +13"       |
| 3   | Daniel Martin       | Israel Start-Up Nation | +19"       |
| 4   | Aleksandr Vlasov    | Astana                 | +25"       |
| 5   | Hugh Carthy         | EF Pro Cycling         | +33"       |
| 6   | Wout Poels          | Team Bahrain McLaren   | +35"       |
| 7   | Enric Mas           | Movistar Team          | +54"       |
| 8   | Sepp Kuss           | Team Jumbo–Visma       | +54"       |
| 9   | Esteban Chaves      | Mitchelton–Scott       | +1' 33"    |
| 10  | Clément Champoussin | Ag2r-La Mondiale       | +13"       |

| Loc | Concurent           | Echipă                 | Timp        |
| --- | ------------------- | ---------------------- | ----------- |
| 1   | Richard Carapaz     | Ineos Grenadiers       | 32h 31' 06" |
| 2   | Primož Roglič       | Team Jumbo–Visma       | +13"        |
| 3   | Daniel Martin       | Israel Start-Up Nation | +28"        |
| 4   | Hugh Carthy         | EF Pro Cycling         | +44"        |
| 5   | Enric Mas           | Movistar Team          | +1' 54"     |
| 6   | Felix Großschartner | Bora–Hansgrohe         | +3' 28"     |
| 7   | Esteban Chaves      | Mitchelton–Scott       | +3' 28"     |
| 8   | Alejandro Valverde  | Movistar Team          | +3' 35"     |
| 9   | Marc Soler          | Movistar Team          | +3' 40"     |
| 10  | Wout Poels          | Team Bahrain McLaren   | +3' 47"     |

### Etapa a 9-a
29 octombrie - Logroño -  Alto de Moncalvillo - 164 km
Pascal Ackermann de la Bora–Hansgrohe a fost declarat câștigătorul etapei după ce câștigătorul inițial al etapei Sam Bennett de la Deceuninck–Quick-Step a fost retrogradat de juriul cursei pentru modul agresiv în care a luptat contra lui Emīls Liepiņš de la Trek-Segafredo la sprintul final.
| Loc | Concurent                   | Echipă                 | Timp       |
| --- | --------------------------- | ---------------------- | ---------- |
| 1   | Pascal Ackermann            | Bora–Hansgrohe         | 3h 39' 55" |
| 2   | Gerben Thijssen             | Lotto–Soudal           | +0"        |
| 3   | Max Kanter                  | Team Sunweb            | +0"        |
| 4   | Jasper Philipsen            | UAE Team Emirates      | +0"        |
| 5   | Jakub Mareczko              | CCC Pro Team           | +0"        |
| 6   | Alexis Renard               | Israel Start-Up Nation | +0"        |
| 7   | Jon Aberasturi              | Caja Rural–Seguros RGA | +0"        |
| 8   | Lorrenzo Manzin             | Total Direct Énergie   | +0"        |
| 9   | Robert Stannard             | Mitchelton–Scott       | +0"        |
| 10  | Reinardt Janse van Rensburg | NTT Pro Cycling        | +0"        |

| Loc | Concurent           | Echipă                 | Timp        |
| --- | ------------------- | ---------------------- | ----------- |
| 1   | Richard Carapaz     | Ineos Grenadiers       | 36h 11' 01" |
| 2   | Primož Roglič       | Team Jumbo–Visma       | +13"        |
| 3   | Daniel Martin       | Israel Start-Up Nation | +28"        |
| 4   | Hugh Carthy         | EF Pro Cycling         | +44"        |
| 5   | Enric Mas           | Movistar Team          | +1' 54"     |
| 6   | Felix Großschartner | Bora–Hansgrohe         | +3' 28"     |
| 7   | Esteban Chaves      | Mitchelton–Scott       | +3' 28"     |
| 8   | Alejandro Valverde  | Movistar Team          | +3' 35"     |
| 9   | Marc Soler          | Movistar Team          | +3' 40"     |
| 10  | Wout Poels          | Team Bahrain McLaren   | +3' 47"     |

### Etapa a 10-a
30 octombrie - Castro Urdiales -  Suances - 185 km
| Loc | Concurent           | Echipă                 | Timp       |
| --- | ------------------- | ---------------------- | ---------- |
| 1   | Primož Roglič       | Team Jumbo–Visma       | 4h 14' 11" |
| 2   | Felix Großschartner | Bora–Hansgrohe         | +0"        |
| 3   | Andrea Bagioli      | Deceuninck–Quick-Step  | +0"        |
| 4   | Alex Aranaburu      | Astana                 | +0"        |
| 5   | Robert Stannard     | Mitchelton–Scott       | +0"        |
| 6   | Julien Simon        | Total Direct Énergie   | +0"        |
| 7   | Daniel Martin       | Israel Start-Up Nation | +0"        |
| 8   | Guillaume Martin    | Cofidis                | +0"        |
| 9   | Jasper Philipsen    | UAE Team Emirates      | +3"        |
| 10  | Magnus Cort         | EF Pro Cycling         | +0"        |

| Loc | Concurent           | Echipă                 | Timp        |
| --- | ------------------- | ---------------------- | ----------- |
| 1   | Primož Roglič       | Team Jumbo–Visma       | 40h 25' 15" |
| 2   | Richard Carapaz     | Ineos Grenadiers       | +0"         |
| 3   | Daniel Martin       | Israel Start-Up Nation | +25"        |
| 4   | Hugh Carthy         | EF Pro Cycling         | +51"        |
| 5   | Enric Mas           | Movistar Team          | +1' 54"     |
| 6   | Felix Großschartner | Bora–Hansgrohe         | +3' 19"     |
| 7   | Esteban Chaves      | Mitchelton–Scott       | +3' 28"     |
| 8   | Alejandro Valverde  | Movistar Team          | +3' 35"     |
| 9   | Wout Poels          | Team Bahrain McLaren   | +3' 47"     |
| 10  | Marc Soler          | Movistar Team          | +3' 52"     |

### Etapa a 11-a
31 octombrie - Villaviciosa -  Alto de la Farrapona - 170 km
| Loc | Concurent        | Echipă                 | Timp       |
| --- | ---------------- | ---------------------- | ---------- |
| 1   | David Gaudu      | Groupama–FDJ           | 4h 54' 13" |
| 2   | Marc Soler       | Movistar Team          | +4"        |
| 3   | Michael Storer   | Team Sunweb            | +52"       |
| 4   | Mark Donovan     | Team Sunweb            | +52"       |
| 5   | Guillaume Martin | Cofidis                | +55"       |
| 6   | Aleksandr Vlasov | Astana                 | +58"       |
| 7   | Daniel Martin    | Israel Start-Up Nation | +1' 03"    |
| 8   | Enric Mas        | Movistar Team          | +1' 03"    |
| 9   | Richard Carapaz  | Ineos Grenadiers       | +1' 03"    |
| 10  | Primož Roglič    | Team Jumbo–Visma       | +1' 03"    |

| Loc | Concurent           | Echipă                 | Timp        |
| --- | ------------------- | ---------------------- | ----------- |
| 1   | Primož Roglič       | Team Jumbo–Visma       | 45h 20' 31" |
| 2   | Richard Carapaz     | Ineos Grenadiers       | +0"         |
| 3   | Daniel Martin       | Israel Start-Up Nation | +25"        |
| 4   | Hugh Carthy         | EF Pro Cycling         | +58"        |
| 5   | Enric Mas           | Movistar Team          | +1' 54"     |
| 6   | Marc Soler          | Movistar Team          | +2' 44"     |
| 7   | Felix Großschartner | Bora–Hansgrohe         | +3' 31"     |
| 8   | Alejandro Valverde  | Movistar Team          | +3' 44"     |
| 9   | Wout Poels          | Team Bahrain McLaren   | +3' 54"     |
| 10  | Mikel Nieve         | Mitchelton–Scott       | +4' 43"     |

### Etapa a 12-a
1 noiembrie - La Pola Llaviana -  Alto de l'Angliru - 109,4 km
| Loc | Concurent           | Echipă                 | Timp       |
| --- | ------------------- | ---------------------- | ---------- |
| 1   | Hugh Carthy         | EF Pro Cycling         | 3h 08' 40" |
| 2   | Aleksandr Vlasov    | Astana                 | +16"       |
| 3   | Enric Mas           | Movistar Team          | +16"       |
| 4   | Richard Carapaz     | Ineos Grenadiers       | +16"       |
| 5   | Primož Roglič       | Team Jumbo–Visma       | +26"       |
| 6   | Sepp Kuss           | Team Jumbo–Visma       | +26"       |
| 7   | Daniel Martin       | Israel Start-Up Nation | +26"       |
| 8   | Wout Poels          | Team Bahrain McLaren   | +1' 35"    |
| 9   | Michael Woods       | EF Pro Cycling         | +1' 35"    |
| 10  | Felix Großschartner | Bora–Hansgrohe         | +2' 15"    |

| Loc | Concurent           | Echipă                 | Timp        |
| --- | ------------------- | ---------------------- | ----------- |
| 1   | Richard Carapaz     | Ineos Grenadiers       | 48h 29' 27" |
| 2   | Primož Roglič       | Team Jumbo–Visma       | +10"        |
| 3   | Hugh Carthy         | EF Pro Cycling         | +32"        |
| 4   | Daniel Martin       | Israel Start-Up Nation | +35"        |
| 5   | Enric Mas           | Movistar Team          | +1' 50"     |
| 6   | Wout Poels          | Team Bahrain McLaren   | +5' 13"     |
| 7   | Felix Großschartner | Bora–Hansgrohe         | +5' 30"     |
| 8   | Alejandro Valverde  | Movistar Team          | +6' 22"     |
| 9   | Aleksandr Vlasov    | Astana                 | +6' 41"     |
| 10  | Mikel Nieve         | Mitchelton–Scott       | +6' 42"     |

### Etapa a 13-a
3 noiembrie - Muros -  Mirador de Ézaro - 33,7 km (contratimp)
| Loc | Concurent        | Echipă                | Timp    |
| --- | ---------------- | --------------------- | ------- |
| 1   | Primož Roglič    | Team Jumbo–Visma      | 46' 39" |
| 2   | Will Barta       | CCC Pro Team          | +1"     |
| 3   | Nelson Oliveira  | Movistar Team         | +10"    |
| 4   | Hugh Carthy      | EF Pro Cycling        | +25"    |
| 5   | Bruno Armirail   | Groupama–FDJ          | +41"    |
| 6   | Mattia Cattaneo  | Deceuninck–Quick-Step | +46"    |
| 7   | Richard Carapaz  | Ineos Grenadiers      | +49"    |
| 8   | Rémi Cavagna     | Deceuninck–Quick-Step | +58"    |
| 9   | David de la Cruz | UAE Team Emirates     | +59"    |
| 10  | Jasha Sütterlin  | Team Sunweb           | +1' 07" |

| Loc | Concurent           | Echipă                 | Timp        |
| --- | ------------------- | ---------------------- | ----------- |
| 1   | Primož Roglič       | Team Jumbo–Visma       | 49h 16' 16" |
| 2   | Richard Carapaz     | Ineos Grenadiers       | +39"        |
| 3   | Hugh Carthy         | EF Pro Cycling         | +47"        |
| 4   | Daniel Martin       | Israel Start-Up Nation | +1' 42"     |
| 5   | Enric Mas           | Movistar Team          | +3' 23"     |
| 6   | Wout Poels          | Team Bahrain McLaren   | +6' 15"     |
| 7   | Felix Großschartner | Bora–Hansgrohe         | +7' 14"     |
| 8   | Alejandro Valverde  | Movistar Team          | +8' 39"     |
| 9   | Aleksandr Vlasov    | Astana                 | +8' 48"     |
| 10  | David de la Cruz    | UAE Team Emirates      | +9' 23"     |

### Etapa a 14-a
4 noiembrie - Lugo -  Ourense - 204,7 km
| Loc | Concurent           | Echipă                 | Timp       |
| --- | ------------------- | ---------------------- | ---------- |
| 1   | Tim Wellens         | Lotto–Soudal           | 4h 37' 05" |
| 2   | Michael Woods       | EF Pro Cycling         | +0"        |
| 3   | Zdeněk Štybar       | Deceuninck–Quick-Step  | +0"        |
| 4   | Dylan van Baarle    | Ineos Grenadiers       | +0"        |
| 5   | Marc Soler          | Movistar Team          | +11"       |
| 6   | Thymen Arensman     | Team Sunweb            | +13"       |
| 7   | Pierre-Luc Périchon | Cofidis                | +3' 11"    |
| 8   | Daniel Martin       | Israel Start-Up Nation | +3' 44"    |
| 9   | Gonzalo Serrano     | Caja Rural–Seguros RGA | +3' 44"    |
| 10  | Primož Roglič       | Team Jumbo–Visma       | +3' 44"    |

| Loc | Concurent           | Echipă                 | Timp        |
| --- | ------------------- | ---------------------- | ----------- |
| 1   | Primož Roglič       | Team Jumbo–Visma       | 53h 57' 05" |
| 2   | Richard Carapaz     | Ineos Grenadiers       | +39"        |
| 3   | Hugh Carthy         | EF Pro Cycling         | +47"        |
| 4   | Daniel Martin       | Israel Start-Up Nation | +1' 42"     |
| 5   | Enric Mas           | Movistar Team          | +3' 23"     |
| 6   | Wout Poels          | Team Bahrain McLaren   | +6' 15"     |
| 7   | Felix Großschartner | Bora–Hansgrohe         | +7' 14"     |
| 8   | Alejandro Valverde  | Movistar Team          | +8' 39"     |
| 9   | Aleksandr Vlasov    | Astana                 | +8' 48"     |
| 10  | David de la Cruz    | UAE Team Emirates      | +9' 23"     |

### Etapa a 15-a
5 noiembrie - Mos -  Peubla de Sanabria - 230,8 km
| Loc | Concurent                   | Echipă                | Timp       |
| --- | --------------------------- | --------------------- | ---------- |
| 1   | Jasper Philipsen            | UAE Team Emirates     | 6h 22' 36" |
| 2   | Pascal Ackermann            | Bora–Hansgrohe        | +0"        |
| 3   | Jannik Steimle              | Deceuninck–Quick-Step | +0"        |
| 4   | Fred Wright                 | Team Bahrain McLaren  | +0"        |
| 5   | Dion Smith                  | Mitchelton–Scott      | +0"        |
| 6   | Reinardt Janse van Rensburg | NTT Pro Cycling       | +0"        |
| 7   | Magnus Cort                 | EF Pro Cycling        | +0"        |
| 8   | Dorian Godon                | Ag2r-La Mondiale      | +0"        |
| 9   | Stan Dewulf                 | Lotto–Soudal          | +0"        |
| 10  | Michael Mørkøv              | Deceuninck–Quick-Step | +0"        |

| Loc | Concurent           | Echipă                 | Timp        |
| --- | ------------------- | ---------------------- | ----------- |
| 1   | Primož Roglič       | Team Jumbo–Visma       | 60h 19' 41" |
| 2   | Richard Carapaz     | Ineos Grenadiers       | +39"        |
| 3   | Hugh Carthy         | EF Pro Cycling         | +47"        |
| 4   | Daniel Martin       | Israel Start-Up Nation | +1' 42"     |
| 5   | Enric Mas           | Movistar Team          | +3' 23"     |
| 6   | Wout Poels          | Team Bahrain McLaren   | +6' 15"     |
| 7   | Felix Großschartner | Bora–Hansgrohe         | +7' 14"     |
| 8   | Alejandro Valverde  | Movistar Team          | +8' 39"     |
| 9   | Aleksandr Vlasov    | Astana                 | +8' 48"     |
| 10  | David de la Cruz    | UAE Team Emirates      | +9' 23"     |

### Etapa a 16-a
6 noiembrie - Salamanca -  Ciudad Rodrigo - 162 km
| Loc | Concurent           | Echipă           | Timp       |
| --- | ------------------- | ---------------- | ---------- |
| 1   | Magnus Cort         | EF Pro Cycling   | 4h 04' 35" |
| 2   | Primož Roglič       | Team Jumbo–Visma | +0"        |
| 3   | Dion Smith          | Mitchelton–Scott | +0"        |
| 4   | Alejandro Valverde  | Movistar Team    | +0"        |
| 5   | Richard Carapaz     | Ineos Grenadiers | +0"        |
| 6   | Felix Großschartner | Bora–Hansgrohe   | +0"        |
| 7   | Dorian Godon        | Ag2r-La Mondiale | +0"        |
| 8   | Michael Valgren     | NTT Pro Cycling  | +0"        |
| 9   | Jasha Sütterlin     | Team Sunweb      | +0"        |
| 10  | Aleksandr Vlasov    | Astana           | +0"        |

| Loc | Concurent           | Echipă                 | Timp        |
| --- | ------------------- | ---------------------- | ----------- |
| 1   | Primož Roglič       | Team Jumbo–Visma       | 64h 20' 31" |
| 2   | Richard Carapaz     | Ineos Grenadiers       | +45"        |
| 3   | Hugh Carthy         | EF Pro Cycling         | +53"        |
| 4   | Daniel Martin       | Israel Start-Up Nation | +1' 48"     |
| 5   | Enric Mas           | Movistar Team          | +3' 29"     |
| 6   | Wout Poels          | Team Bahrain McLaren   | +6' 21"     |
| 7   | Felix Großschartner | Bora–Hansgrohe         | +7' 20"     |
| 8   | Alejandro Valverde  | Movistar Team          | +8' 45"     |
| 9   | Aleksandr Vlasov    | Astana                 | +8' 54"     |
| 10  | David de la Cruz    | UAE Team Emirates      | +9' 29"     |

### Etapa a 17-a
7 noiembrie - Sequeros -  Alto de la Covatilla - 178,2 km
| Loc | Concurent        | Echipă            | Timp       |
| --- | ---------------- | ----------------- | ---------- |
| 1   | David Gaudu      | Groupama–FDJ      | 4h 54' 32" |
| 2   | Gino Mäder       | NTT Pro Cycling   | +28"       |
| 3   | Ion Izagirre     | Astana            | +1' 05"    |
| 4   | David de la Cruz | UAE Team Emirates | +1' 05"    |
| 5   | Mark Donovan     | Team Sunweb       | +1' 53"    |
| 6   | Michael Storer   | Team Sunweb       | +1' 53"    |
| 7   | Guillaume Martin | Cofidis           | +2' 23"    |
| 8   | Richard Carapaz  | Ineos Grenadiers  | +2' 35"    |
| 9   | Hugh Carthy      | EF Pro Cycling    | +2' 50"    |
| 10  | Primož Roglič    | Team Jumbo–Visma  | +2' 56"    |

| Loc | Concurent           | Echipă                 | Timp        |
| --- | ------------------- | ---------------------- | ----------- |
| 1   | Primož Roglič       | Team Jumbo–Visma       | 69h 17' 59" |
| 2   | Richard Carapaz     | Ineos Grenadiers       | +24"        |
| 3   | Hugh Carthy         | EF Pro Cycling         | +47"        |
| 4   | Daniel Martin       | Israel Start-Up Nation | +2' 43"     |
| 5   | Enric Mas           | Movistar Team          | +3' 36"     |
| 6   | Wout Poels          | Team Bahrain McLaren   | +7' 16"     |
| 7   | David de la Cruz    | UAE Team Emirates      | +7' 35"     |
| 8   | David Gaudu         | Groupama–FDJ           | +7' 45"     |
| 9   | Felix Großschartner | Bora–Hansgrohe         | +8' 15"     |
| 10  | Alejandro Valverde  | Movistar Team          | +9' 34"     |

### Etapa a 18-a
8 noiembrie - Hipódromo de la Zarzuela -  madrid - 124,2 km
| Loc | Concurent                   | Echipă                 | Timp       |
| --- | --------------------------- | ---------------------- | ---------- |
| 1   | Pascal Ackermann            | Bora–Hansgrohe         | 3h 28' 13" |
| 2   | Sam Bennett                 | Deceuninck–Quick-Step  | +0"        |
| 3   | Max Kanter                  | Team Sunweb            | +0"        |
| 4   | Jasper Philipsen            | UAE Team Emirates      | +0"        |
| 5   | Jasha Sütterlin             | Team Sunweb            | +0"        |
| 6   | Emmanuel Morin              | Cofidis                | +0"        |
| 7   | Reinardt Janse van Rensburg | NTT Pro Cycling        | +0"        |
| 8   | Lorrenzo Manzin             | Total Direct Énergie   | +0"        |
| 9   | Robert Stannard             | Mitchelton–Scott       | +0"        |
| 10  | Jon Aberasturi              | Caja Rural–Seguros RGA | +0"        |

| Loc | Concurent           | Echipă                 | Timp        |
| --- | ------------------- | ---------------------- | ----------- |
| 1   | Primož Roglič       | Team Jumbo–Visma       | 72h 46' 12" |
| 2   | Richard Carapaz     | Ineos Grenadiers       | +24"        |
| 3   | Hugh Carthy         | EF Pro Cycling         | +1' 15"     |
| 4   | Daniel Martin       | Israel Start-Up Nation | +2' 43"     |
| 5   | Enric Mas           | Movistar Team          | +3' 36"     |
| 6   | Wout Poels          | Team Bahrain McLaren   | +7' 16"     |
| 7   | David de la Cruz    | UAE Team Emirates      | +7' 35"     |
| 8   | David Gaudu         | Groupama–FDJ           | +7' 45"     |
| 9   | Felix Großschartner | Bora–Hansgrohe         | +8' 15"     |
| 10  | Alejandro Valverde  | Movistar Team          | +9' 34"     |

## Clasamentele finale

### Clasamentul general
| Loc | Concurent           | Echipă                 | Timp        |
| --- | ------------------- | ---------------------- | ----------- |
| 1   | Primož Roglič       | Team Jumbo–Visma       | 72h 46' 12" |
| 2   | Richard Carapaz     | Ineos Grenadiers       | +24"        |
| 3   | Hugh Carthy         | EF Pro Cycling         | +1' 15"     |
| 4   | Daniel Martin       | Israel Start-Up Nation | +2' 43"     |
| 5   | Enric Mas           | Movistar Team          | +3' 36"     |
| 6   | Wout Poels          | Team Bahrain McLaren   | +7' 16"     |
| 7   | David de la Cruz    | UAE Team Emirates      | +7' 35"     |
| 8   | David Gaudu         | Groupama–FDJ           | +7' 45"     |
| 9   | Felix Großschartner | Bora–Hansgrohe         | +8' 15"     |
| 10  | Alejandro Valverde  | Movistar Team          | +9' 34"     |

| Loc | Concurent              | Echipă                 | Puncte |
| --- | ---------------------- | ---------------------- | ------ |
| 1   | Primož Roglič          | Team Jumbo–Visma       | 204    |
| 2   | Richard Carapaz        | Ineos Grenadiers       | 133    |
| 3   | Daniel Martin          | Israel Start-Up Nation | 111    |
| 4   | Hugh Carthy            | EF Pro Cycling         | 96     |
| 5   | Guillaume Martin (FRA) | Cofidis                | 87     |
| 6   | Pascal Ackermann (GER) | Bora–Hansgrohe         | 84     |
| 7   | Jasper Philipsen (BEL) | UAE Team Emirates      | 80     |
| 8   | Marc Soler (ESP)       | Movistar Team          | 73     |
| 9   | Michael Woods (CAN)    | EF Pro Cycling         | 72     |
| 10  | Enric Mas              | Movistar Team          | 71     |

| Loc | Concurent              | Echipă                  | Puncte |
| --- | ---------------------- | ----------------------- | ------ |
| 1   | Guillaume Martin (FRA) | Cofidis                 | 99     |
| 2   | Tim Wellens (BEL)      | Lotto–Soudal            | 34     |
| 3   | Richard Carapaz (ECU)  | Ineos Grenadiers        | 30     |
| 4   | David Gaudu (FRA)      | Groupama–FDJ            | 29     |
| 5   | Sepp Kuss (USA)        | Team Jumbo–Visma        | 27     |
| 6   | Primož Roglič (SLO)    | Team Jumbo–Visma        | 24     |
| 7   | Hugh Carthy (GBR)      | Format:Cycling data EFD | 21     |
| 8   | Michael Woods (CAN)    | EF Pro Cycling          | 21     |
| 9   | Rui Costa (POR)        | EF Pro Cycling          | 21     |
| 10  | Daniel Martin          | Israel Start-Up Nation  | 20     |

| Loc | Concurent                 | Echipă           | Timp         |
| --- | ------------------------- | ---------------- | ------------ |
| 1   | Enric Mas (ESP)           | Movistar Team    | 72h 49' 48"  |
| 2   | David Gaudu (FRA)         | Groupama–FDJ     | + 4' 09"     |
| 3   | Aleksandr Vlasov (RUS)    | Astana           | + 6' 00"     |
| 4   | Gino Mäder (SUI)          | NTT Pro Cycling  | + 40' 03"    |
| 5   | Georg Zimmermann (GER)    | CCC Pro Team     | + 42' 04"    |
| 6   | Will Barta (USA)          | CCC Pro Team     | + 46' 28"    |
| 7   | Kobe Goossens (BEL)       | Lotto–Soudal     | + 59' 21"    |
| 8   | Clément Champoussin (FRA) | Ag2r-La Mondiale | + 1h 17' 44" |
| 9   | Robert Power (AUS)        | Team Sunweb      | + 1h 30' 22" |
| 10  | Dorian Godon (FRA)        | Ag2r-La Mondiale | + 1h 38' 24" |

| Loc | Echipă            | Timp         |
| --- | ----------------- | ------------ |
| 1   | Movistar Team     | 218h 37' 21" |
| 2   | Team Jumbo–Visma  | + 10' 23"    |
| 3   | Astana            | + 40' 09"    |
| 4   | UAE Team Emirates | + 1h 04' 05" |
| 5   | Mitchelton–Scott  | + 1h 08' 33" |
| 6   | Cofidis           | + 1h 44' 20" |
| 7   | Ineos Grenadiers  | + 2h 32' 28" |
| 8   | Groupama–FDJ      | + 2h 44' 38" |
| 9   | Team Sunweb       | + 3h 08' 27" |
| 10  | EF Pro Cycling    | + 3h 12' 25" |

## Legături externe
- en  Site-ul oficial al competiției
- Turul Spaniei 2020 – ProCyclingStats